# Sophrops taiwana
Sophrops taiwana är en skalbaggsart som beskrevs av Shuhei Nomura 1977. Sophrops taiwana ingår i släktet Sophrops och familjen Melolonthidae. Inga underarter finns listade i Catalogue of Life.